# John Grusd
John Grusd est un producteur et réalisateur américain.

## Filmographie

### Comme producteur
- 1985 : G.I. Joe (série télévisée)
- 1987 : Pinocchio and the Emperor of the Night
- 1989 : Super Mario Bros. (The Super Mario Bros. Super Show!) (série télévisée)
- 1990 : Captain N & the Adventures of Super Mario Bros. 3 (série télévisée)
- 1990 : G.I. Joe (série télévisée)
- 1993 : Happily Ever After
- 1993 : Sonic the Hedgehog (série télévisée)
- 1994 : Conan and the Young Warriors (série télévisée)
- 1996 : All Dogs Go to Heaven: The Series (série télévisée)

### Comme réalisateur
- 1990 : Captain N & the Adventures of Super Mario Bros. 3 (série télévisée)
- 1992 : Stunt Dawgs (série télévisée)
- 1993 : Sonic the Hedgehog (série télévisée)
- 1994 : Conan and the Young Warriors (série télévisée)
- 1996 : All Dogs Go to Heaven: The Series (série télévisée)
- 2003 : Go-Bots (vidéo)